# Жуков Сергій Петрович
Сергій Петрович Жуков (рос. Сергей Петрович Жуков; 23 листопада 1975, м. Новосибірськ, СРСР) — російський хокеїст, захисник. Заслужений майстер спорту Росії (2002).
Вихованець хокейної школи «Сибір» (Новосибірськ), перший тренер — Валерій Студєнков. Виступав за «Сибір» (Новосибірськ), «Торпедо»/«Локомотив» (Ярославль).
У складі національної збірної Росії учасник зимових Олімпійських ігор 2006 (8 матчів, 0+2), учасник чемпіонатів світу 1998, 2001, 2002 і 2006 (29 матчів, 1+4).
Досягнення
- Срібний призер чемпіонату світу (2002)
- Чемпіон Росії (1997, 2002, 2003) срібний призер (2008, 2009), бронзовий призер (1998, 1999, 2005).